# NBA Jam
NBA Jam (Japans: NBAジャム) is een computerspel dat werd ontwikkeld en uitgegeven door Midway. Het spel kwam in 1993 uit als arcadespel en was het eerste spel in de NBA Jam-serie. Een jaar later volgde ports voor diverse homecomputers. Met het spel kan twee tegen twee basketbal gespeeld worden. Met het spel is het mogelijk te dunken en een drie punters te scoren. Het perspectief wordt getoond in de derde persoon.

## Platforms
| Jaar | Platform                           |
| ---- | ---------------------------------- |
| 1993 | Arcade, Sega Mega Drive            |
| 1994 | Game Boy, Game Gear, SEGA CD, SNES |

## Ontvangst
| Beoordeeld door    | Platform        | Datum            | Score |
| ------------------ | --------------- | ---------------- | ----- |
| Power Unlimited    | Sega Mega Drive | februari 1994    | 95%   |
| Total! (Duitsland) | SNES            | maart 1994       | 95%   |
| Player One         | Sega Mega Drive | maart 1994       | 95%   |
| Game Players       | SNES            | februari 1994    | 91%   |
| Game Players       | SEGA CD         | januari 1995     | 87%   |
| Mega Fun           | Sega Mega Drive | maart 1994       | 85%   |
| 1UP!               | SNES            | 13 juli 2010     | 83%   |
| Sega-16.com        | Sega Mega Drive | 24 oktober 2005  | 80%   |
| Total! (Duitsland) | Game Boy        | januari 1995     | 75%   |
| Sega-16.com        | SEGA CD         | 3 september 2007 | 70%   |

## Trivia
- Het spel is opgenomen in het boek 1001 Video Games You Must Play Before You Die van Tony Mott.